# San Bellino
San Bellino är en ort och kommun i provinsen Rovigo i regionen Veneto i Italien. Kommunen hade 1 082 invånare (2018).